# Porsche 910

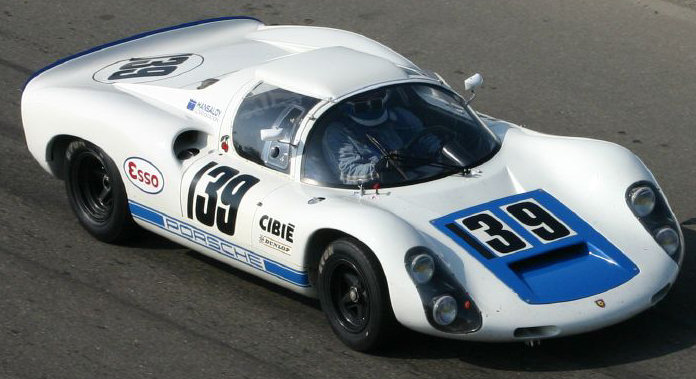
Porsche 910

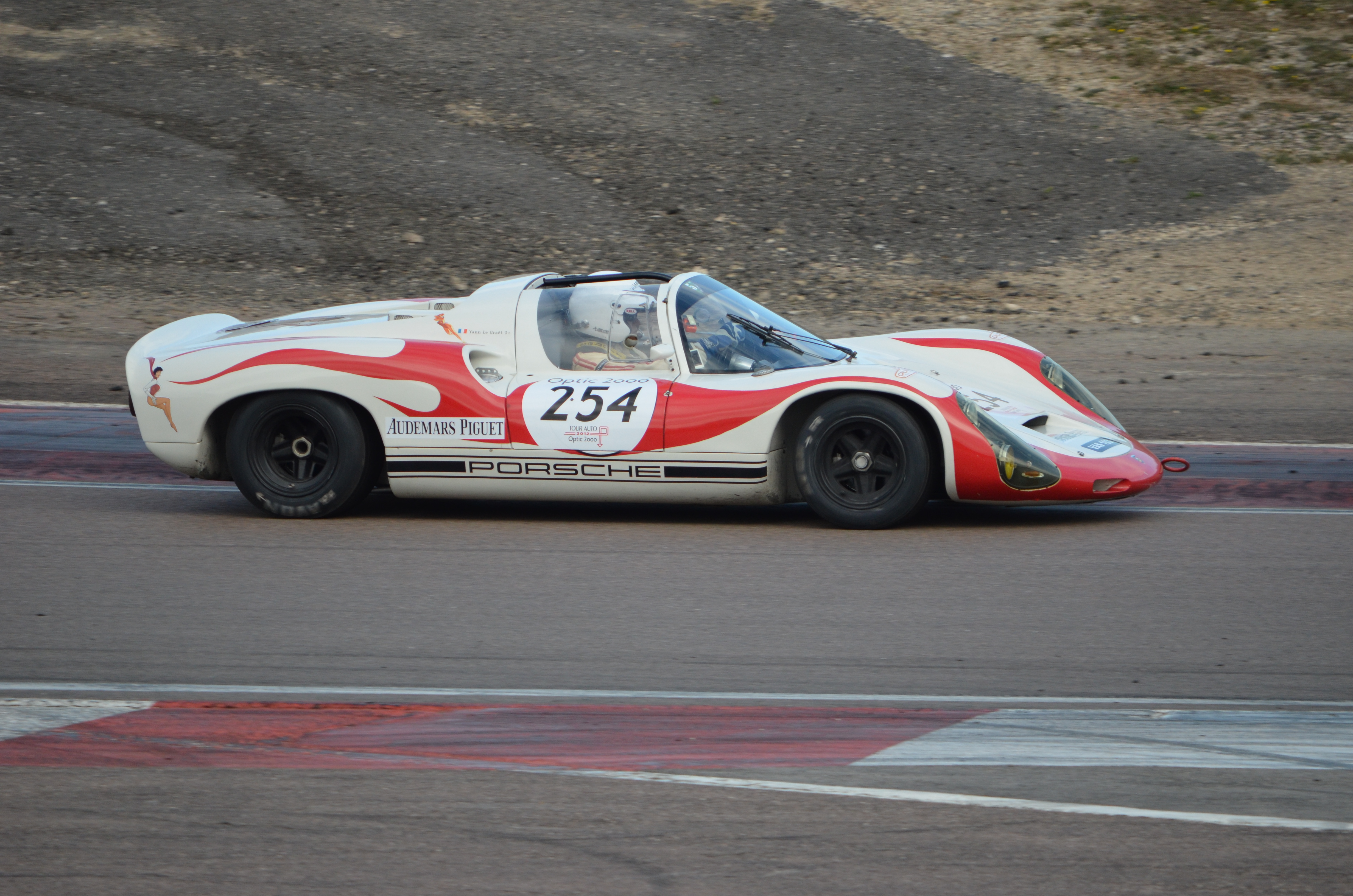
Porsche 910 in actie op het Circuit de Dijon-Prenois

De Porsche 910, ook wel Carrera 10, was een racewagen gebaseerd op de 906. Er zijn 15 gemaakt in 1966 en 1967. De auto had een tweeliter zescilindermotor met 150 kW/200PK of een 2,2 literachtcilinder met maximaal 201 kW/270PK.
Er werd maar een jaar door de fabriek mee geracet maar in dat jaar was de 910 wel erg succesvol, vooral op de bochtiger circuits, zoals de Targa Florio, die in 1967 1-2-3 werd gewonnen met de 910. Bij de 1000 KM Nürburgring race waren de 910's ook erg succesvol, opnieuw een 1-2-3 zege.
Ook in de heuvelklimwedstrijden waren de 910's erg succesvol, hier in de speciale "Bergspyder" uitvoering. In 1967 en 1968 haalden ze het Europees kampioenschap hillclimb.